# Daschkiwzi (Winnyzja)
Daschkiwzi (ukrainisch Дашківці; russisch Дашковцы Daschkowzy, polnisch Daszkowce) ist ein Dorf in der ukrainischen Oblast Winnyzja mit etwa 2200 Einwohnern (2001).

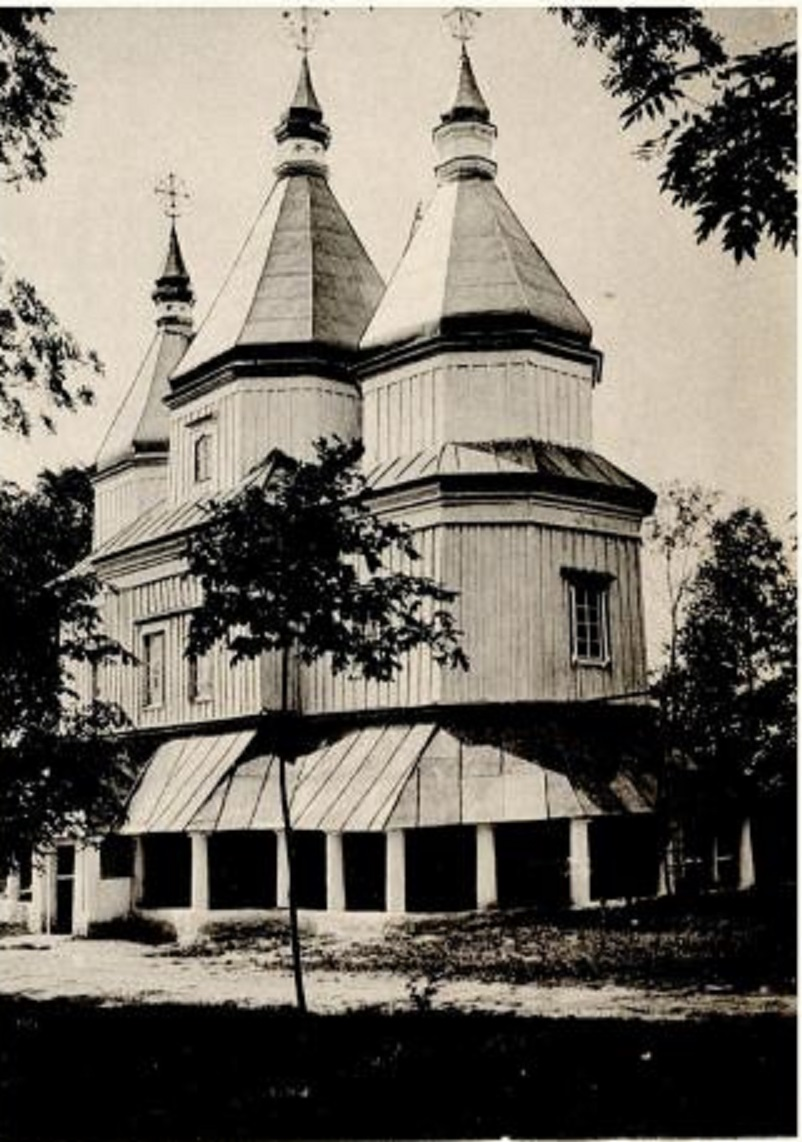
Die Holzkirche Mariä Himmelfahrt in Daschkiwzi von 1768; Foto von vor 1905

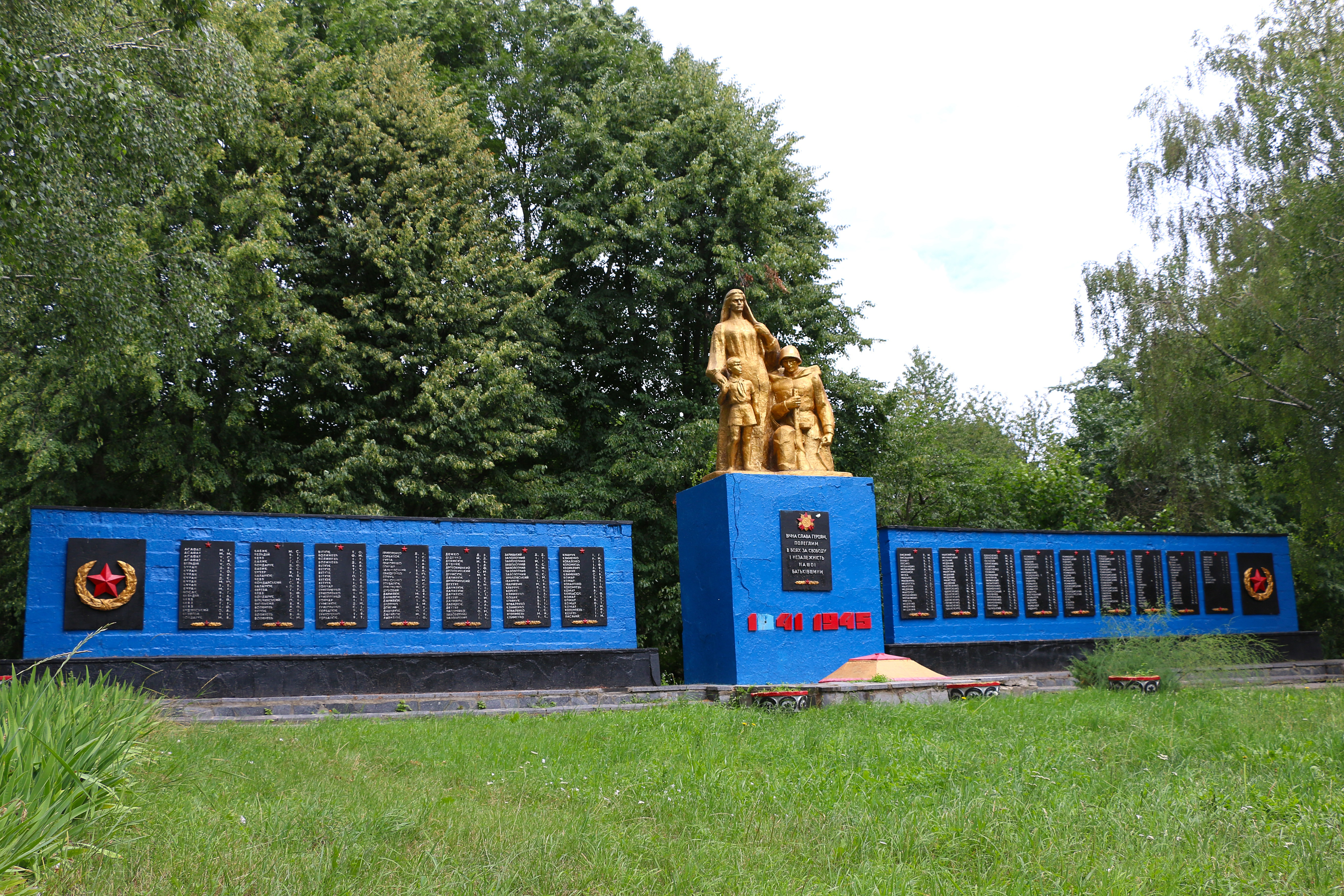
Denkmal für die Gefallenen des Großen Vaterländischen Krieges

Das erstmals im 18. Jahrhundert schriftlich erwähnte Dorf   im Nordwesten des Rajon Winnyzja liegt auf einer Höhe von 289 m an der Quelle der Wyschnja (Вишня), einem 22 km langen, rechten Nebenfluss des Südlichen Bugs, 11 km nordwestlich vom Gemeindezentrum Jakuschynzi (Якушинці), 16 km östlich vom ehemaligen Rajonzentrum Lityn und etwa 20 km nordwestlich vom Oblastzentrum Winnyzja.
Im Süden der Ortschaft verläuft die Fernstraße M 12/E 50.

## Gemeinde
Daschkiwzi gehört administrativ seit dem 8. Februar 2019 zur im Oktober 2016 gegründeten Territorialgemeinschaft Jakuschynzi (Якушинецька сільська об'єднана територіальна громада Jakuschynezka silska objednana terytorialna hromada).
Bis dahin war Daschkiwzi das administrative Zentrum der gleichnamigen, 8,07 km² großen Landratsgemeinde, zu der noch die Dörfer Iskrynja (Іскриня, ⊙) mit etwa 200 Einwohnern und Lukaschiwka (Лукашівка, ⊙) mit etwa 650 Einwohnern gehörten.

## Söhne und Töchter der Ortschaft
- Leon Koźmiński (1904–1993), polnischer Hochschullehrer